# Aérodrome d’Aribinda
L'aérodrome d’Aribinda est un aéroport situé au Burkina Faso.